# Сікора араукарієва
Сіко́ра араукарієва (Leptasthenura setaria) — вид горобцеподібних птахів родини горнерових (Furnariidae). Мешкає в Бразилії і Аргентині.

## Опис
Довжина птаха становить 17 см, враховуючи довгий хвіст. Голова чорна, поцяткована білими смужками, на тімені є помітний чуб. Верхня частина тіла каштанова, крила і хвіст темні. Горло білувате, нижня частина тіла охриста, поцяткована білими смужками.

## Поширення і екологія
Араукарієві сікори поширені на півдні Бразилії (від крайнього південного сходу Мінас-Жерайсу і півдня Ріо-де-Жанейро до півночі Ріу-Гранді-ду-Сулу) та на крайньому північному сході Аргентини (Місьйонес). Вони живуть у вологих рівнинних і гірських лісах бразилької араукарії, а також на плантаціях. Зустрічаються на висоті від 750 до 1900 м над рівнем моря. Живляться комахами, яких шукають серед рослинності.

## Збереження
МСОП класифікує стан збереження цього виду як близький до загрозливого. Араукарієвим сікорам загрожує знищення природного середовища.